# Liberdades civis

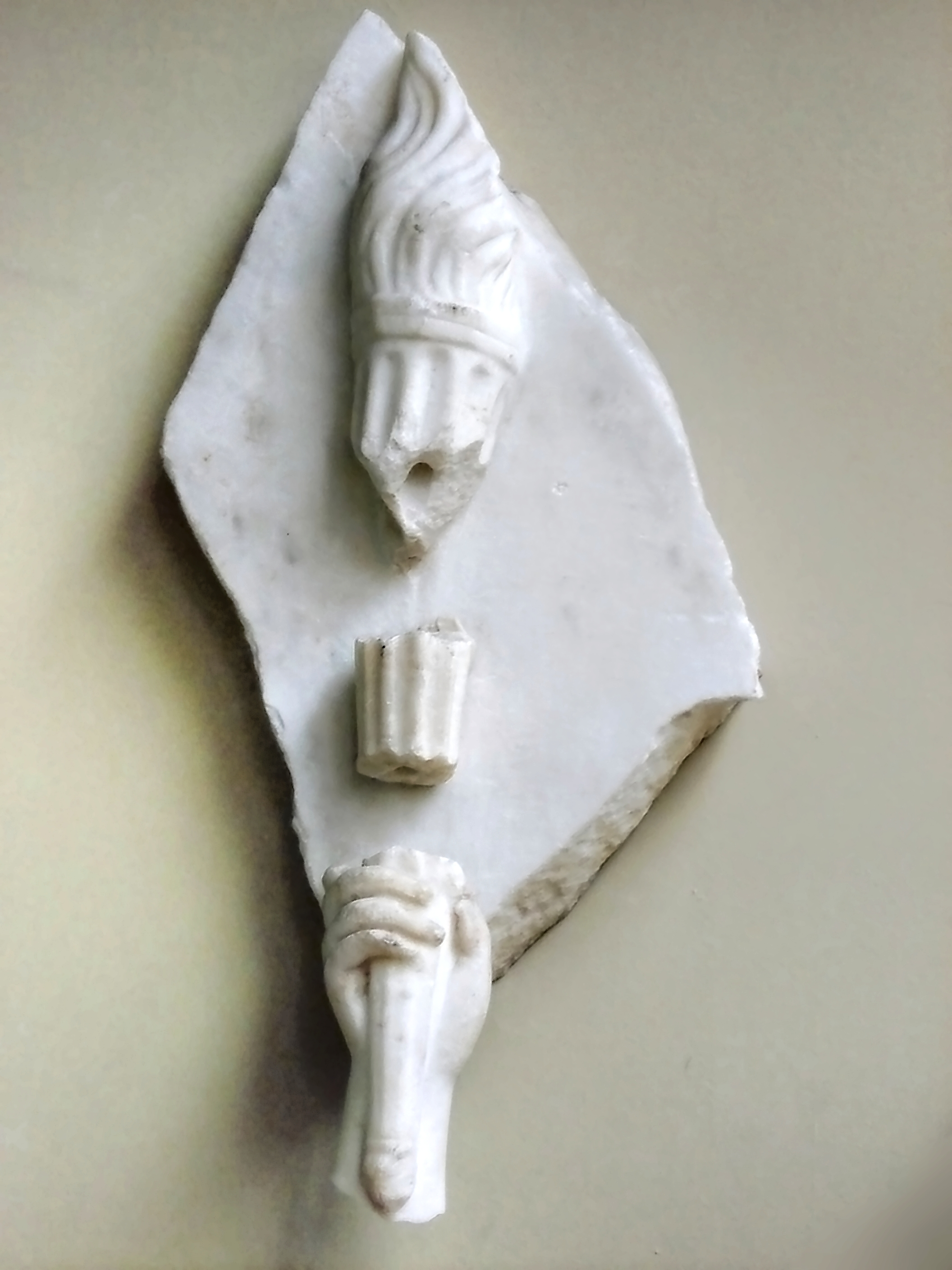
Liberdade partida
(Museu Arqueológico de Istambul)

Liberdades civis, também conhecidas como liberdades individuais, são os direitos civis e as liberdades que protegem o indivíduo do poder discricionário do  Estado, estabelecendo os limites da interferência estatal na vida privada dos cidadãos e evitando o abuso de poder. Embora a abrangência do conceito possa variar segundo o país, alguns exemplos de liberdades civis incluem: o direito à liberdade e segurança; liberdade de consciência; a liberdade religiosa; liberdade de expressão; liberdade de associação e reunião; o direito à privacidade; o direito ao um processo legal equitativo (devido processo legal); o direito a um julgamento justo; o direito de possuir propriedade; o direito de defender a si mesmo; o direito de não ser torturado; o direito de não sofrer um desaparecimento forçado; a liberdade de imprensa; a igualdade perante a lei; o direito à vida; e o direito à integridade corporal. 

## História
O conceito formal de liberdades civis remonta à Magna Carta inglesa  de 1215, que, por sua vez, foi baseada em documentos preexistentes - especialmente a Carta das Liberdades, um dos principais documentos na história jurídica da Inglaterra.
Desde a Primeira Guerra Mundial, os direitos civis começaram a perder força para o Estado de segurança nacional.

## Polêmicas
Muitas polêmicas envolvem o conceito de liberdades civis. Por exemplo: se as liberdades civis devem ser mantidas mesmo em tempos de guerra ou de estado de emergência; se as liberdades civis incluem os direitos reprodutivos e o casamento civil; se as liberdades civis também dizem respeito aos chamados "crimes sem vítima", como o uso recreativo de drogas, uso de Armas e a prostituição; e o confronto entre as liberdades individuais e o bem-estar coletivo.